# 마이크 존슨 (야구 선수)
마이클 케이스 "마이크" 존슨(영어: Michael Keith "Mike" Johnson, 1975년 10월 3일 ~ )은 캐나다의 야구 선수이다.

## 한국 프로 야구 시절
2009년 4월 4일 문학구장 개막전 한화 이글스와의 경기에서 중간계투로 나와 1과 1/3이닝동안 피안타 1개, 볼넷 1개, 탈삼진 2개를 기록하였다. 10일 목동구장 히어로즈와의 경기에서 팀의 두 번째 투수로 등판하여 피안타 2개, 볼넷 1개를 내주면서 2실점하였다. SK는 존슨의 부진한 모습을 보여주자 12일 2군으로 강등시켰고, 13일 웨이버 공시했다. 이후 2008년 시즌에 활동했던 대만 프로 야구 라뉴 베어스와 재계약한 뒤 활동했다. 동년 6월 성적부진으로 방출되었다. 2013년 월드베이스볼클래식 캐나다 대표로 선발되었다.

## 참조
1. ↑  SK, 존슨 퇴출... 새 용병 물색[깨진 링크(과거 내용 찾기)] 《Osen》, 2009년 4월 13일 작성